# ジュゼッペ・パリッチ
ジュゼッペ・パリッチ（Giuseppe Palizzi、1812年3月12日 - 1888年1月10日）は、イタリアの画家である。フランスで「バルビゾン派」のなかで活動した。

## 略歴
南イタリア、アブルッツォ州のランチャーノに生まれるが、生まれて程なく家族とヴァストに移った。父親は法律家、文学の教師で母親は音楽好きの女性であった。弟に画家となった、フィリッポ・パリッチ(Filippo Palizzi:1818-1899)、ニコラ・パリッチ(Nicola Palizzi:1820–1870)、フランチェスコ・パオロ・パリッチ(Francesco Palizzi:1825–1871)がいる。 
1835年にナポリに移り、翌年ナポリの美術学校に入学した。ピトルー(Antonie Sminck Pitloo)やガブリエーレ・スマルジアッシに学んだ。1836年には弟のフィリッポもナポリで画家の修行を始めた。1839年と1841年にナポリの展覧会(Biennale Borbonica)にロマン主義のスタイルの風景画を出展した。ナポリ近郊の海岸の町、ポジッリポ(Posillipo) などで風景画を描いた「ポジッリポ派」と呼ばれる画家たちと親しかった。
1844年にフランスに移り、コローやクールベと知り合った。1845年にサロン・ド・パリに出展した。
1850年代にフランスで活動を始めたアルベルト・パシーニ(Alberto Pasini:1826-1899)とともにバルビゾン派の中で活動した、最初のイタリア人画家とされる。バルビゾン派の画家、ジャン＝フランソワ・ミレー、ナルシス・ディアズ・ド・ラ・ペーニャ、テオドール・ルソー、シャルル・ジャックらと友人になった。
1860年代の終わりに多くの芸術家の集まったグレ＝シュル＝ロワンの宿屋の主人と10年間の賃貸契約を結び、工房を開いた。ジュゼッペは弟たちをフランスに招き、フィリッポはしばらくフランスに滞在して活動した。フィリッポと共に動物を描くのを得意とし、兄弟は「ロバとヤギの画家」(les peintres des ânes et des chèvres)と呼ばれた。
1859年にレジオンドヌール勲章（シュバリエ）を受勲した。1862年に聖マウリッツィオ・ラザロ勲章を受勲した。

## 作品

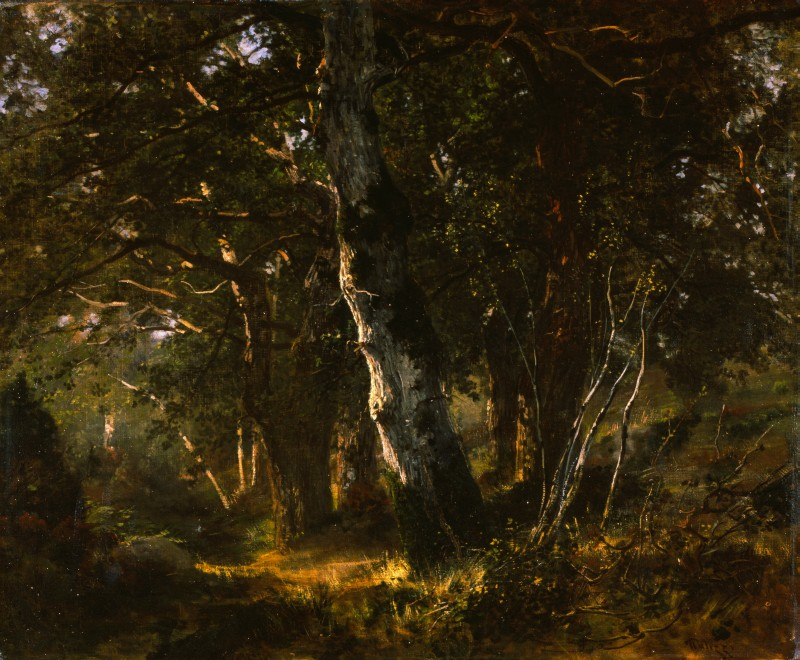
フォンテンブローの森(c.1886)
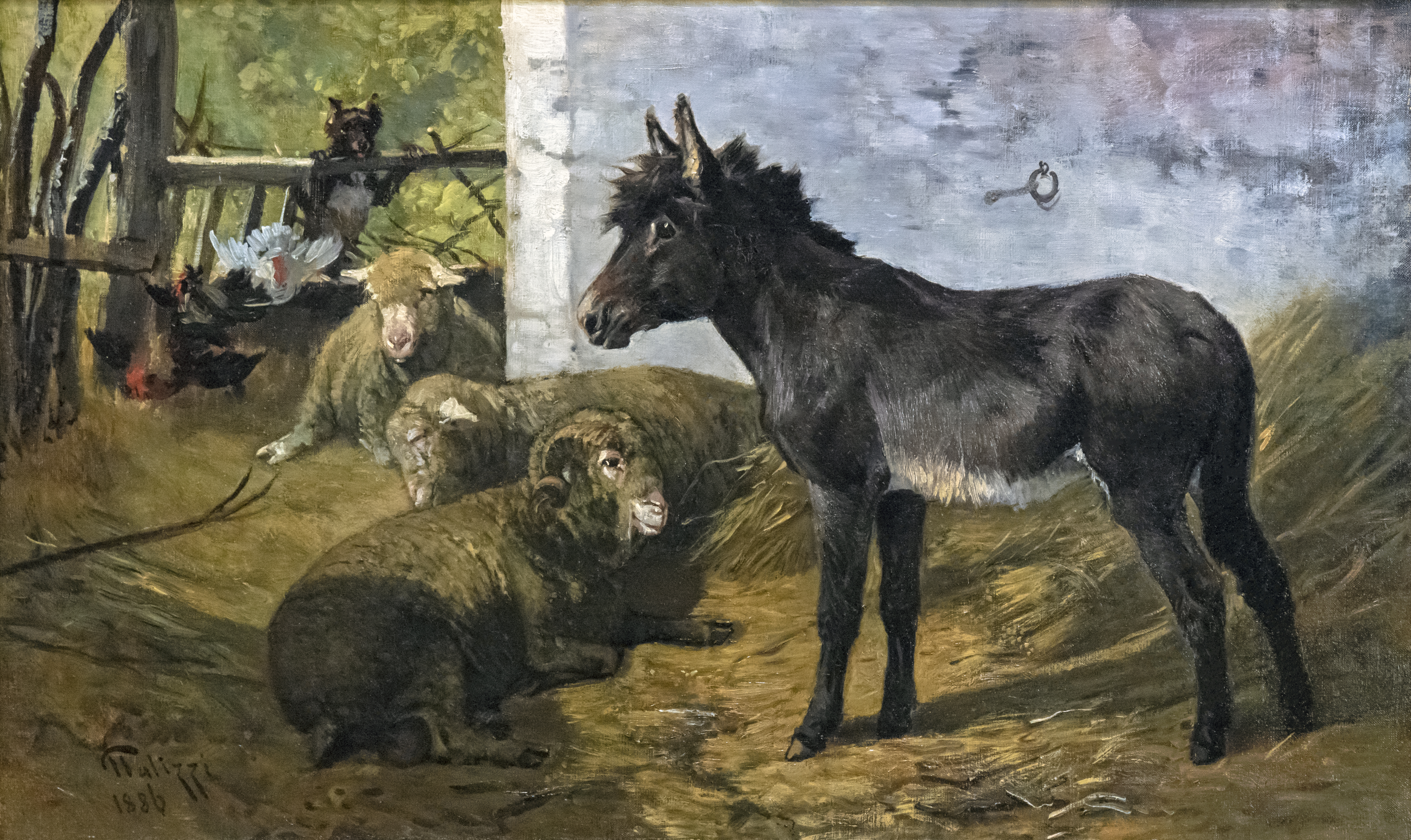
羊小屋 (1886)
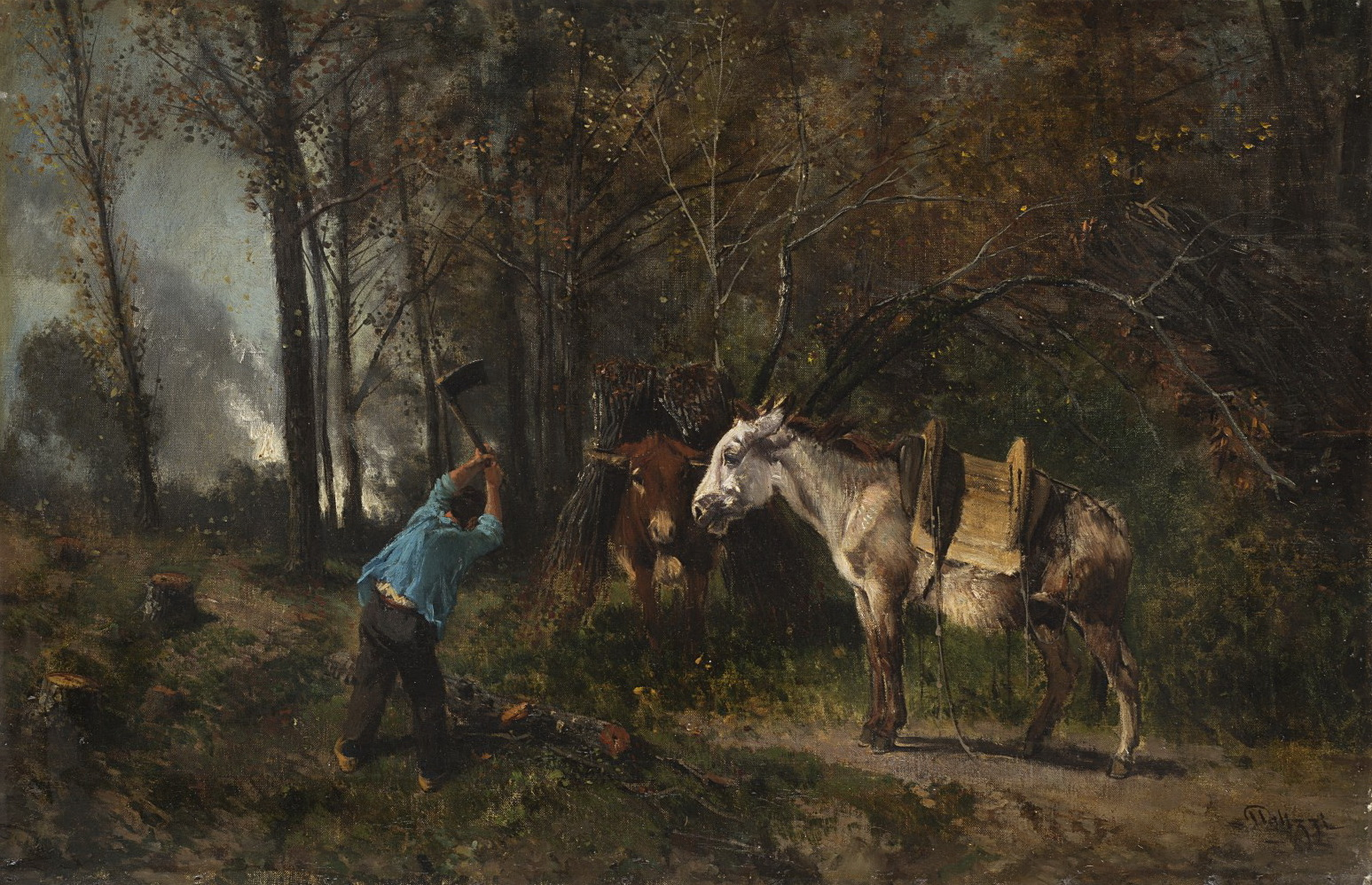
森の中の薪取り

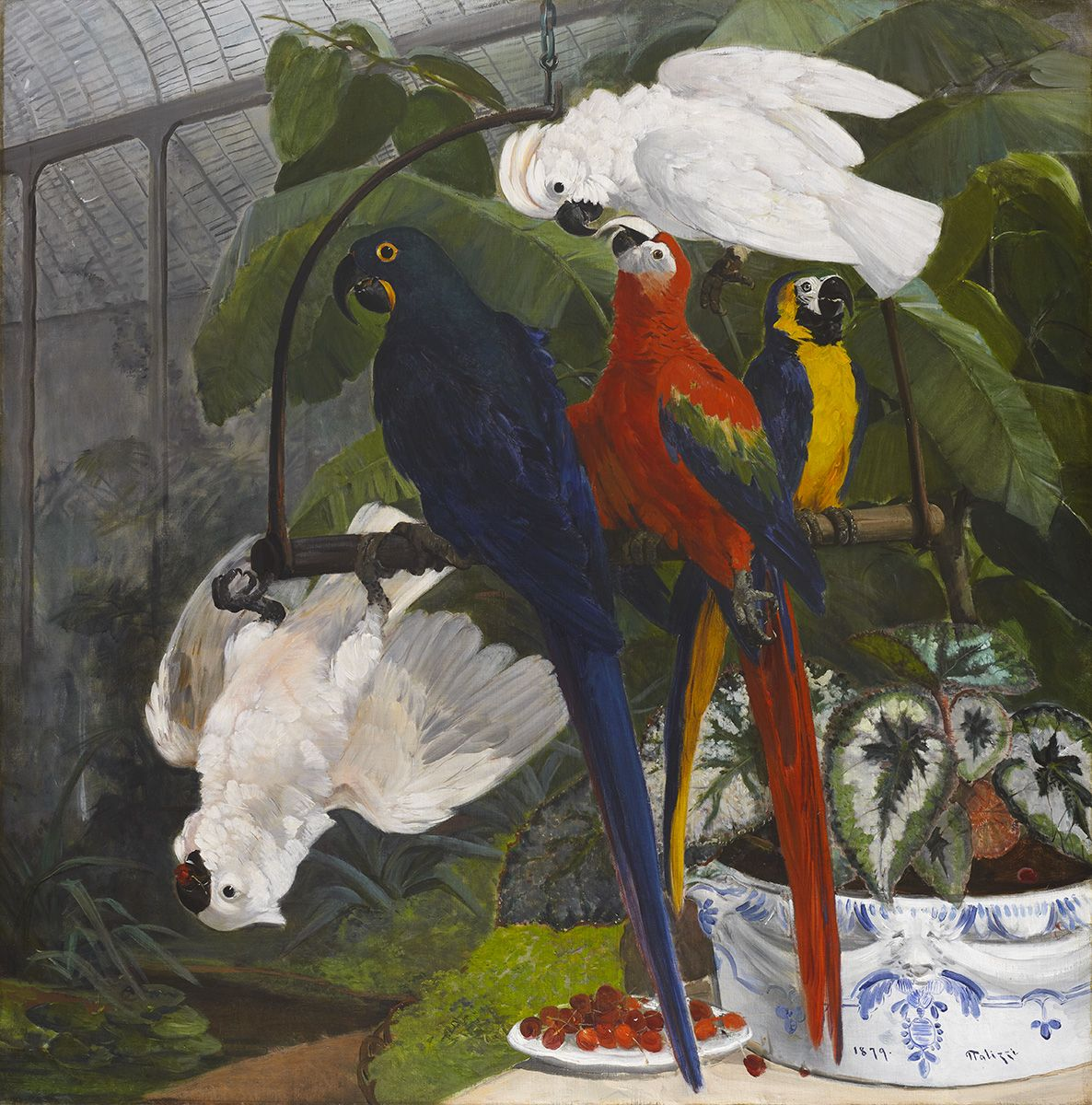
パリ植物園のオウム(1879)
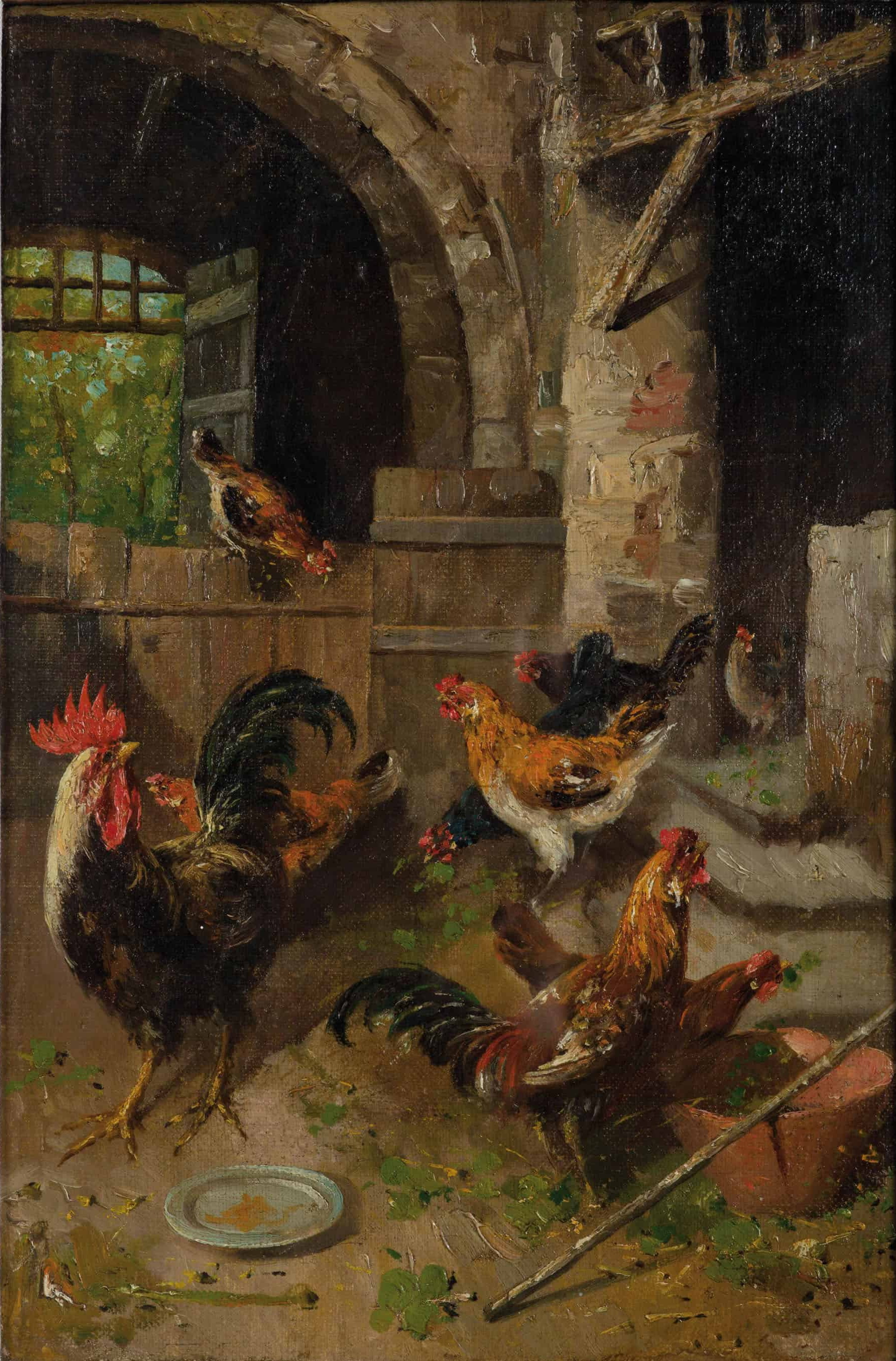
農場の鶏
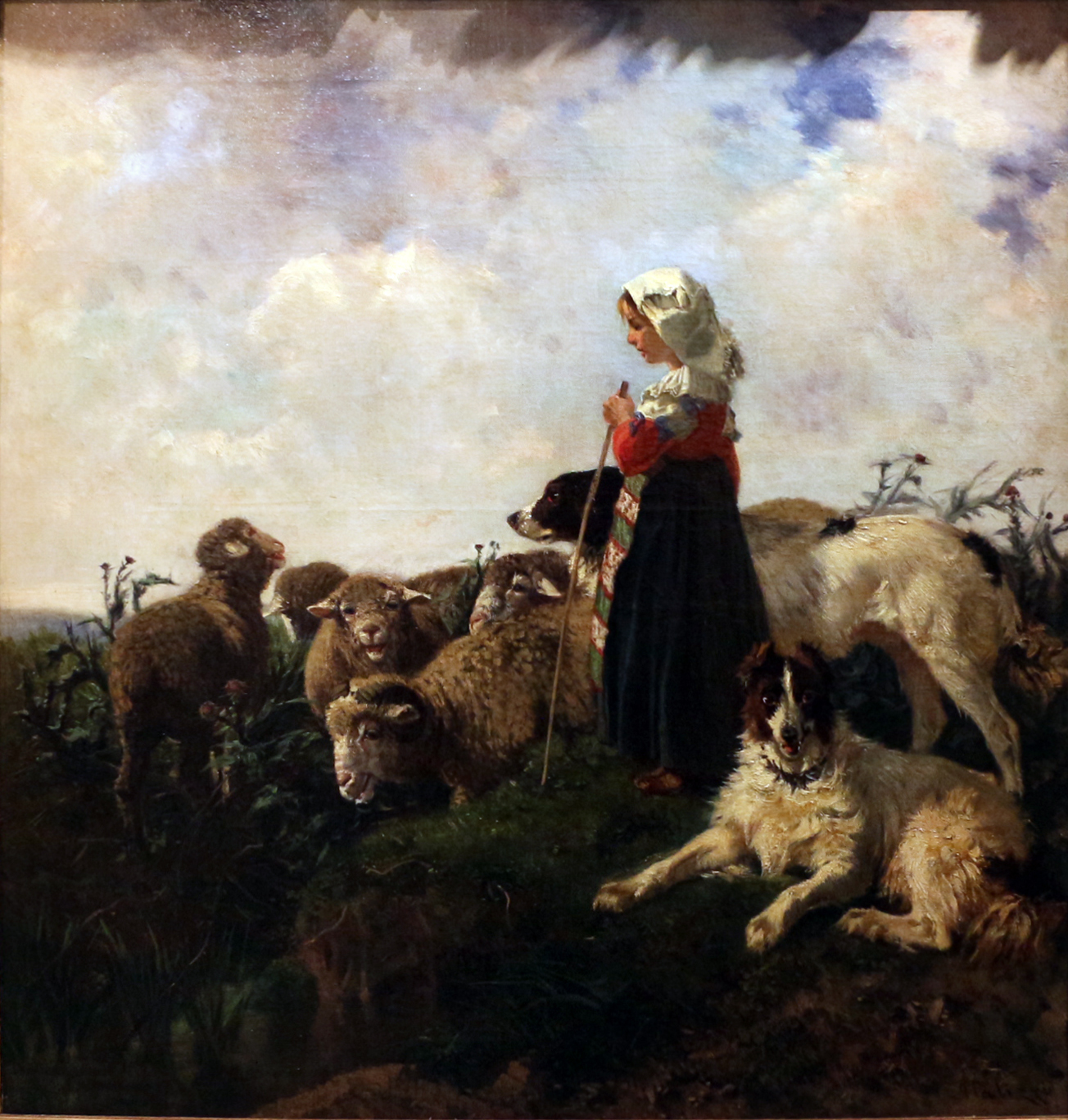
羊飼い
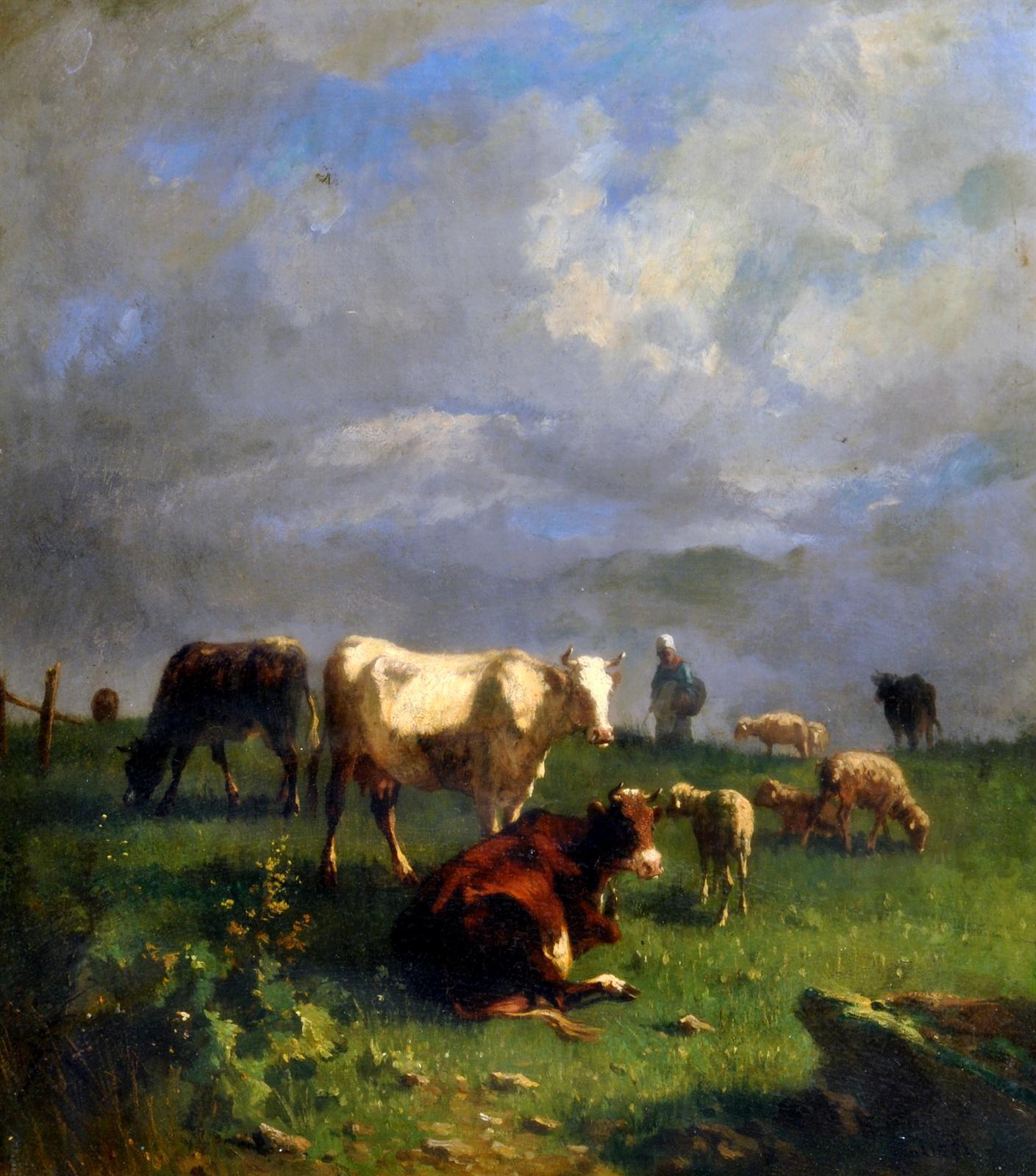
牧草地